# Daniil Olegowitsch Lessowoi
Daniil Olegowitsch Lessowoi (russisch Даниил Олегович Лесовой, ukrainisch Даниїл Олегович Лісовий Danyjil Olehowytsch Lissowyj; * 12. Januar 1998 in Moskau) ist ein russisch-ukrainischer Fußballspieler.

## Karriere

### Verein
Lessowoi begann seine Karriere bei Dynamo Kiew. Im September 2016 verließ er Kiew. Nach zwei Monaten ohne Klub wechselte er im November 2016 nach Russland in die Akademie von Zenit St. Petersburg.
Im März 2017 debütierte er gegen Spartak Naltschik für die zweite Mannschaft von Zenit in der zweitklassigen Perwenstwo FNL. Bis zum Ende der Saison 2016/17 absolvierte er acht Spiele für Zenit-2. In der Saison 2017/18 kam er zu 24 Einsätzen in der Perwenstwo FNL. Im Juli 2018 wurde er an den Erstligisten Arsenal Tula verliehen. Im selben Monat debütierte er für Arsenal in der Premjer-Liga, als er am ersten Spieltag der Saison 2018/19 gegen den FK Dynamo Moskau in der 58. Minute für Michail Aleksandrow eingewechselt wurde. Bis Saisonende kam Lessowoi zu 13 Erstligaeinsätzen in Tula, in denen er zwei Tore erzielte. Obwohl er sich bei Arsenal nicht durchsetzen hatte können und zwischen November 2018 und Mai 2019 gar nie zum Einsatz gekommen war, wurde die Leihe im Juli 2019 um eine Spielzeit verlängert. In der Saison 2019/20 konnte er sich schließlich in Tula durchsetzen und absolvierte 27 Spiele in der Premjer-Liga und machte dabei drei Tore.
Im Juli 2020 verpflichtete Arsenal Lessowoi fest. Im September 2020 wechselte der Angreifer jedoch zum Ligakonkurrenten Dynamo Moskau. In seiner ersten Spielzeit in der russischen Hauptstadt kam er zu 22 Einsätzen, in denen er fünfmal traf. In der Saison 2021/22 absolvierte er verletzungsbedingt aber nur acht Spiele. In der Saison 2022/23 machte er dann 13 Spiele in der Premjer-Liga. In der Saison 2023/24 kam er bis zur Winterpause achtmal zum Zug.
Im Februar 2024 wurde Lessowoi nach Israel an Maccabi Haifa verliehen.

### Nationalmannschaft
Der gebürtige Russe Lessowoi absolvierte zwischen September 2014 und März 2015 sechs Spiele für die ukrainische U-17-Auswahl. Danach entschied er sich, nachdem er in sein Geburtsland gewechselt war, für russische Auswahlen zu spielen. Von September 2018 bis Juni 2019 kam er zu sechs Einsätzen für das russische U-20-Team. Im September 2019 debütierte er gegen Serbien für die U-21-Auswahl.
Im November 2020 wurde er erstmals in einen Lehrgang der A-Nationalmannschaft berufen.

## Persönliches
Lessowoi, der in der russischen Hauptstadt Moskau geboren wurde, zog im Alter von zwei Jahren mit seiner Familie nach Tschechien in die Hauptstadt Prag. Drei Jahre später zog die Familie weiter in die Ukraine nach Kiew.